# Micropanchax scheeli
Micropanchax scheeli es un pez de la familia de los pecílidos en el orden de los ciprinodontiformes.

## Morfología
Los machos pueden alcanzar los 4 cm de longitud total.

## Distribución geográfica
Se encuentran en África: Camerún, Guinea Ecuatorial y Nigeria.